# Melliniite
La melliniite è un minerale composto di fosforo, nickel e ferro, dalla formula (Ni,Fe)4P. È stato rinvenuto nel 2005 in un meteorite nel Sahara — la NWA 1054 recuperata da Matteo Chinellato - da Giovanni Pratesi (direttore del Museo di Scienze Planetarie di Prato) e da Vanni Moggi Cecchi e Luca Bindi (ricercatori dell'università di Firenze). La struttura cristallina è resa particolare dai dodici legami formati da ciascun atomo di fosforo con altrettanti atomi metallici. È il primo minerale trovato in natura con questa struttura cristallina. Il minerale prende il nome da Marcello Mellini, ordinario di mineralogia all'università di Siena e direttore della sezione di Siena del museo nazionale dell'Antartide. Si suppone che il minerale possa trovarsi anche nel nucleo terrestre.

## Morfologia
La melliniite è stata trovata sotto forma di granuli da anedrali a subedrali con dimensione fino a 0,1mm.

## Origine e giacitura
La melliniite è stata scoperta in un meteorite classificato come acapulcoite associato con kamacite e nickelphosphide.